# The Fall: Last Days of Gaia
The Fall: Последние дни мира (англ. The Fall: Last Days of Gaia) — компьютерная ролевая игра 2004 года. Разработана компанией Silver Style Entertainment.
19 ноября 2004 года была выпущена первая версия игры (на немецком языке).
В апреле 2005 года была выпущена исправленная версия (Extended Version), в которой были исправлены ошибки в диалогах и некоторые другие выявленные недочёты.
31 июля 2006 года был выпущен переработанный вариант игры (Reloaded version), в котором были переработаны некоторые текстуры.

## Сюжет
Действие происходит в недалёком будущем, после глобальной экологической катастрофы, которую устроили в 2062 году террористы. Большая часть населения погибла, а государства и цивилизация прекратили своё существование. Северная Америка превратилась в безводную пустыню.
Спустя двадцать один год, в 2083 году жизнь сохраняется в отдельных человеческих поселениях, а единственным законом вне городских стен является право силы, идёт борьба за выживание всех против всех и никто не знает, что такое «милосердие».
В пустошах действуют жестокие банды и убийцы-одиночки.
В это же время организация, называющая себя «Правительством Нового Порядка», пытается взять власть в свои руки.
Герой является одним из наёмников «Правительства Нового Порядка», призванных покончить с хаосом, творящимся вокруг.

## Особенности игры
- 3D-графика, свободно вращающаяся камера с возможностью масштабирования изображения, эффекты смены дня и ночи;
- до 6 персонажей, каждым из которых можно управлять;
- система боя, предоставляющая широкие тактические возможности;
- значительное количество различных видов холодного и огнестрельного оружия, которое можно улучшать;
- несколько различных видов брони, доспехов и защитного снаряжения, элементы которых можно комбинировать;
- несколько единиц техники, которой можно управлять

## Саундтрек
В 2004 году группа Darkseed записала саундтрек «The Fall» к игре The Fall: Last Days of Gaia, который впоследствии включила в альбом 2005 Ultimate Darkness.